# Alheira di Vinhais
La Alheira de Vinhais IGP è un prodotto tipico di origine portoghese, con Indicazione Geografica Protetta dell'Unione europea (UE) dal 17 luglio del 2008.

## Area di produzione
Al di là dell'area circoscritta di nascita, allevamento, ingrasso, macello e preparazione dei suini Bísaros e i loro incroci che si usano nella produzione dell'Alheira de Vinhais IGP, l'area geografica di trasformazione è molto limitata e ridotta ai municipi di Alfândega da Fé, Braganza, Carrazeda de Ansiães, Freixo de Espada à Cinta, Macedo de Cavaleiros, Miranda do Douro, Mirandela, Mogadouro, Torre de Moncorvo, Vila Flor, Vimioso e Vinhais, del distrito de Bragança nel nord-ovest del Portogallo.

## Consorzio di gestione
Il consorzio di gestione della IGP "Alheira de Vinhais" è la ANCSUB - Associazione nazionale degli allevatori dei suini della razza Bísara.